# Wozzeck
Wozzeck – trzyaktowa opera z librettem i muzyką Albana Berga.

## Osoby
- Wozzeck, żołnierz – baryton
- Tamburmajor – tenor
- Andres – tenor
- Kapitan – tenor
- Doktor – bas
- Błazen – tenor
- Maria, konkubina Wozzecka – sopran
- Małgorzata – alt
- Syn Marii – sopran chłopięcy
- czeladnicy – bas i baryton (lub tenor)
- żołnierze, służące, dzieci

## Treść
Dzieje zawodowego żołnierza cierpiącego na halucynacje, którego dręczy sadystyczny kapitan i cyniczny doktor. Jego ukochana Maria, z którą ma nieślubne dziecko, zdradza go z majorem. Wozzeck mocno przeżywa jej nienawiść, zabija ją, a potem popełnia samobójstwo. Ogólną ideą utworu jest problem zagubienia człowieka w świecie bez wartości. Fabuła jest oparta na sztuce Woyzeck Georga Büchnera. 

## Historia utworu
Libretto zostało opracowane przez kompozytora na podstawie niedokończonego dramatu Georga Büchnera. W muzyce wyraźny jest, mimo ogromnej melodyjności i ekspresji, logiczny zamysł. W jednej ze scen kompozytor zastosował passacaglię z 21 wariacjami. Praca nad partyturą została ukończona w 1922 roku. Premiera odbyła się dopiero w 1925 w Berlinie pod dyrekcją Ericha Kleibera i wywołała succès de scandale.